# Gul reseda
Gul reseda (Reseda lutea) er en 20-60 cm høj urt, der i Danmark vokser på tør og kalkrig bund i f.eks. grusgrave.

## Beskrivelse
Gul reseda er en enårig eller toårig, urteagtig plante med en opret, svagt forgrenet vækst. Stænglerne er furede og hårløse. Bladene i den grundstillede roset, som dannes først, er smalt ovale eller lancetformede med hel, bølget rand og blank, mørkegrøn overside. De spredtstillede blade på stænglen er ustilkede med uregelmæssigt og dybt fjersnitdelte afsnit. Randen er hel og let bølget, oversiden er grågrøn, mens undersiden er lysegrøn.
Blomstringen sker i juni-august, hvor man finder blomsterne samlet i små klaser, der sidder endestillet op langs skuddet. De enkelte blomster er uregelmæssige (også i forhold til de andre på samme plante), lysegule og 6-tallige. Frugterne er kapsler med sorte frø, som bærer et myrelegeme.
Rodnettet består af en kraftig, dybtgående pælerod med et veludviklet system af siderødder.
Højde x bredde og årlig tilvækst: 0,50 x 0,25 m (50 x 25 cm/år).

## Voksested
Gul reseda er udbredt fra Madeira og de Kanariske Øer over Nordafrika, Mellemøsten og Kaukasus til Centralasien, Vestsibirien og det meste af Europa, herunder også Danmark. Her findes den hist og her i den østlige del. Arten er tilpasset et lysåbent eller let skygget voksested på en varm og tør, kalkrig jord, der ikke er alt for næringsrig.
I 1.500 m højde ved Sierra del Cadi i den østlige del af de spanske Pyrenæer findes arten sammen med bl.a. Achillea odorata (en art af røllike), alpe-soløje, bakke-soløje, bjerg-rundbælg, bjørnegræs, Campanula hispanica (en art af klokke), dansk astragel, Medicago suffruticosa (en art af sneglebælg), nedliggende negleurt, Seseli montanum (en art af hjorterod), stor knopurt, tidlig timian og ædel-kortlæbe. 

## Anvendelse
Før de syntetiske farvers tid, blev gul reseda anvendt til den gule farve i Sveriges flag. 
| Portal | Portal:Botanik |

## Note
1. ↑  pedromontserrat.files.wordpress.com: XIV International BotanicaL Congress: The vegetation and endemic flora of the Spanish Pyrenees (engelsk)
2. ↑  Johan Hammond Rosbach: Polydoras bok (s. 43), forlaget Pax, Oslo 1997, ISBN 82-530-1862-2